# Seznam zápasů české fotbalové reprezentace 2008
V roce 2008 odehrála česká fotbalová reprezentace celkem 12 mezistátních zápasů, z toho 3 na ME 2008, 4 kvalifikační o MS 2010 a 5 přátelských. Celková bilance byla 5 výher, 3 remízy a 4 prohry. Hlavním trenérem byl nejprve Karel Brückner, kterého po mistrovství Evropy vystřídal Petr Rada.

## Přehled zápasů
| 6. února 2008 přátelský        |       |       |                                                                |
| Polsko                         | 2 – 0 | Česko | Zenon Stadium, Larnaka diváci: 1 100 rozhodčí: Marios Stamatis |
| Łobodziński 6' Lewandowski 29' |       |       | Zenon Stadium, Larnaka diváci: 1 100 rozhodčí: Marios Stamatis |

| 26. března 2008 přátelský |       |            |                                                             |
| Dánsko                    | 1 – 1 | Česko      | SAS Aréna, Herning diváci: 10 456 rozhodčí: Tomasz Mikulski |
| Bendtner 25'              |       | 42' Koller | SAS Aréna, Herning diváci: 10 456 rozhodčí: Tomasz Mikulski |

| 27. května 2008 přátelský |       |       |                                                               |
| Česko                     | 2 – 0 | Litva | Fortuna Arena, Praha diváci: 14 220 rozhodčí: Vladimír Hrinak |
| Koller 39', 62'           |       |       | Fortuna Arena, Praha diváci: 14 220 rozhodčí: Vladimír Hrinak |

| 30. května 2008 přátelský  |       |              |                                                      |
| Česko                      | 3 – 1 | Skotsko      | Letná, Praha diváci: 11 314 rozhodčí: Eric Braamhaar |
| Sionko 60', 90' Kadlec 84' |       | 85' Clarkson | Letná, Praha diváci: 11 314 rozhodčí: Eric Braamhaar |

| 7. června 2008 ME 2008, skupina A |       |             |                                                                  |
| Švýcarsko                         | 0 – 1 | Česko       | St. Jakob-Park, Basilej diváci: 39 730 rozhodčí: Roberto Rosetti |
|                                   |       | 71' Svěrkoš | St. Jakob-Park, Basilej diváci: 39 730 rozhodčí: Roberto Rosetti |

| 11. června 2008 ME 2008, skupina A |       |                                  |                                                                 |
| Česko                              | 1 – 3 | Portugalsko                      | Stade de Genève, Ženeva diváci: 29 016 rozhodčí: Kyros Vassaras |
| Sionko 17'                         |       | 8' Deco 63' Ronaldo 90' Quaresma | Stade de Genève, Ženeva diváci: 29 016 rozhodčí: Kyros Vassaras |

| 15. června 2008 ME 2008, skupina A |       |                           |                                                                   |
| Česko                              | 2 – 3 | Turecko                   | Stade de Genève, Ženeva diváci: 29 016 rozhodčí: Peter Fröjdfeldt |
| Koller 34' Plašil 62'              |       | 75' Arda 87', 89' Kahveci | Stade de Genève, Ženeva diváci: 29 016 rozhodčí: Peter Fröjdfeldt |

| 20. srpna 2008 přátelský |       |                           |                                                      |
| Anglie                   | 2 – 2 | Česko                     | Wembley, Londýn diváci: 69 738 rozhodčí: Terje Hauge |
| Brown 45' Cole 92'       |       | 22' Baroš 48' Jankulovski | Wembley, Londýn diváci: 69 738 rozhodčí: Terje Hauge |

| 10. září 2008 kvalifikace MS 2010, skupina 3 |       |       |                                                           |
| Severní Irsko                                | 0 – 0 | Česko | Windsor Park, Belfast diváci: 12 882 rozhodčí: Ivan Bebek |
|                                              |       |       | Windsor Park, Belfast diváci: 12 882 rozhodčí: Ivan Bebek |

| 11. října 2008 kvalifikace MS 2010, skupina 3 |       |           |                                                                 |
| Polsko                                        | 2 – 1 | Česko     | Slezský stadion, Chořov diváci: 38 293 rozhodčí: Wolfgang Stark |
| Brożek 27' Błaszczykowski 53'                 |       | 87' Fenin | Slezský stadion, Chořov diváci: 38 293 rozhodčí: Wolfgang Stark |

| 15. října 2008 kvalifikace MS 2010, skupina 3 |       |           |                                                                 |
| Česko                                         | 1 – 0 | Slovinsko | Na Stínadlech, Teplice diváci: 15 220 rozhodčí: Martin Atkinson |
| Sionko 63'                                    |       |           | Na Stínadlech, Teplice diváci: 15 220 rozhodčí: Martin Atkinson |

| 19. listopadu 2008 kvalifikace MS 2010, skupina 3 |       |                                 |                                                                   |
| San Marino                                        | 0 – 3 | Česko                           | Stadio Olimpico, Serravalle diváci: 1 500 rozhodčí: Hannes Kaasik |
|                                                   |       | 47' Kováč 53' Pospěch 83' Necid | Stadio Olimpico, Serravalle diváci: 1 500 rozhodčí: Hannes Kaasik |